# Mustafa Amini
Mohammad Mustafa Amini Castillo (* 20. April 1993 in Sydney) ist ein australischer Fußballspieler. Er steht seit Juli 2022 in Australien beim Erstligaverein Perth Glory unter Vertrag.

## Herkunft und Kindheit
Amini wurde in Sydney als Sohn eines afghanischen Vaters und einer Mutter aus Nicaragua geboren. Er wuchs in der Region Western Sydney auf und besuchte die Sherwood Grange Public School. Nach seiner Zeit an der Westfields Sports High School wechselte er an das Lake Ginninderra College in der ACT. Besonders hervorstechend ist sein Afro-Look. Außerdem spricht er fließend Dari-Persisch und Spanisch.

## Karriere

### Im Verein

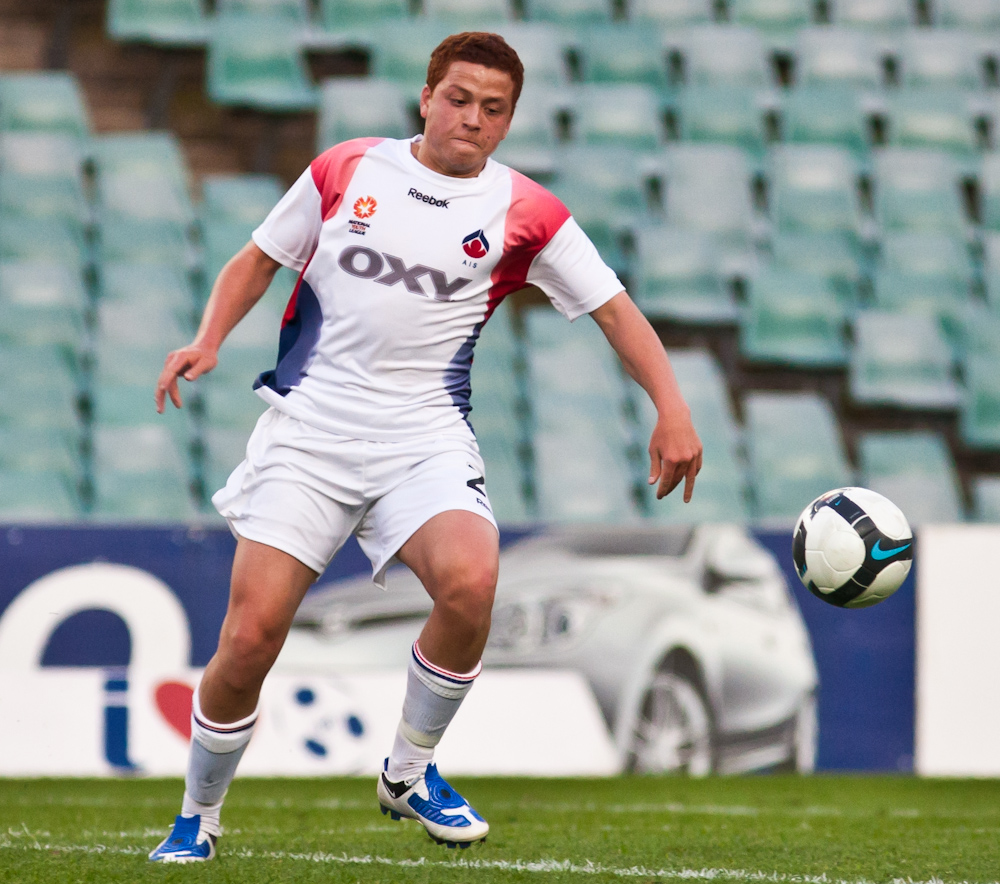
Mustafa Amini in Aktion beim AIS (2009)

Von 2004 bis 2008 war Amini beim Blacktown City FC. Außerdem spielte er 2009 bis 2010 für das Australian Institute of Sport. In seiner ersten Saison als Profispieler in der australischen A-League wurde Amini mit den Central Coast Mariners Vizemeister. Im März 2011 ging er nach Europa und absolvierte ein zwei Wochen dauerndes Probetraining beim deutschen Bundesligaklub Borussia Dortmund. Der BVB verpflichtete ihn im Juli 2011, verlieh ihn aber für eine weitere Spielzeit an die Mariners.
In der Saison 2011/12 wurde Amini mit seinem Verein in der regulären Saison Tabellenerster, jedoch musste man sich in der Finalrunde Brisbane Roar geschlagen geben.
Ein Jahr nach seiner Verpflichtung stieß Amini zur Saison 2012/13 schließlich zum Kader des damaligen Deutschen Meisters, für den er am 7. Spieltag der Saison 2013/14 sein erstes Tor für die 2. Mannschaft im Spiel gegen den MSV Duisburg erzielte.
Im Sommer 2015 wechselte Amini nach dem Abstieg von Borussia Dortmund II in die  Regionalliga West und aufgrund mangelnder Perspektive bei den Profis in die dänische  Superliga zu Randers FC. Im Sommer 2016 wechselte Amini innerhalb Dänemarks von Randers FC zu Aarhus GF.

### In der Nationalmannschaft
Für die australische U-20 spielte Amini bei der U-20-Fußball-Weltmeisterschaft 2011 in Kolumbien und kam in jedem Spiel zum Einsatz. Jedoch scheiterte Australien in der Vorrunde als Tabellenletzter mit nur einem Punkt aus drei Spielen an Spanien, Costa Rica und Ecuador.